# Hanna Ivanovna Veres
Hanna Ivanovna Veres (ucraniano: Га́нна Іва́нівна Ве́рес; 21 de diciembre de 1928, 11 de junio de 2003) fue una artista popular ucraniana, bordadora y tejedora. Era hija de la artista y tejedora Maria Posobchuk y madre de las artistas Valentina y Elena Veres. Fue galardonada con el Premio Nacional Shevchenko junto con Anna Vasylashchuk en 1968.

## Premios y reconocimientos
- Orden de la Insignia de Honor.
- Miembro de la Unión de Artistas Soviéticos de Ucrania desde 1965.
- Premio Nacional Shevchenko en 1968 junto a Anna Vasylaschuk (por una serie de toallas de tejido folclórico ucraniano creadas en 1965-1967).
- Maestra honorífica del arte popular de la URSS desde 1977.
- Artista del Pueblo de Ucrania desde 1995.
- Miembro de la Unión Nacional de Artistas Folclóricos de Ucrania desde 1999.

## Trabajos
- Ropa decorativa

•	“Ucrania, mi madre” (1956)
•	Los segadores cosechan (1962)
•	“Ucrania, mi madre” (1966)
•	“Otoño dorado” (1966)
•	“Flores, Ucrania” (1967)
•	“Nuestro pensamiento, nuestra canción” (1967)
•	“En una familia libre” (1969)
•	“La Ucrania soviética” (1971)
•	“Generosidad” (1973)
•
“Campanas de Chernobyl” (1988)
•	“Relámpago” (1990)
- Tejidos decorativos

•	“Nuestro pensamiento, nuestra canción” (1965)
•	“Flores de Polissya” (1967)
•	“Kyiv- Jardín” (1975)
•	“La felicidad de la tierra (1985)
- Estampados:

•	“Famosa, patria” (1978, Hotel “Ucrania” de Moscú)
•	“Recuerdo de los años de fuego” (1984)
•	“Abril, Ucrania” (1984)
•	“Espacio al lado” (1990)
•	“La cereza de mamá” (1990)
•	“La tragedia de Chernóbil” (1991, dedicado a la catástrofe de Chernóbil)